# نیلیا هانتر
نیلیا هانتر بایدن (به انگلیسی: Neilia Hunter) همسر اول جو بایدن و مادر هانتر، بو و نائومی بایدن بود. او در سال ۱۹۷۲ هنگام خرید کریسمس به همراه فرزندانش دچار سانحه رانندگی شد و درگذشت. دختر یک ساله او، نائومی، نیز جان خود را از دست داد و هانتر و بو به سختی مجروح شدند اما زنده ماندند. جو بایدن که در آن زمان به تازگی در انتخابات سنا پیروز شده بود، سوگند سناتوری خود را در بیمارستانی که کودکانش درحال مداوا بودند، ادا کرد.